# Aama (obszar wiejski w Nepalu)
Aama – gaun wikas samiti w zachodniej części Nepalu w strefie Lumbini w dystrykcie Rupandehi. Według nepalskiego spisu powszechnego z 2001 roku liczył on 1374 gospodarstw domowych i 9347 mieszkańców (4420 kobiet i 4927 mężczyzn).